# Приче за лаку ноћ за мале бунтовнице
Приче за лаку ноћ за мале бунтовнице (енгл. Good Night Stories for Rebel Girls) је илустрована књига за децу намењена узрасту од 5 до 8 година која представља биографије 100 успешних жена. Ауторке су Елена Фавили (итал. Elena Favilli) и Франческа Кавало (итал. Francesca Cavallo). Први том је објављен 2016. године на енглеском језику, док је други том објављен 2018. године. Средства за издавање књига су прикупљена преко онлајн платформи за групно финансирање (енгл. crowdfunding). Оба тома су преведена на српски језик у издању Вулкан издаваштва (I том: 2017, преводилац: Александра Голубовић; II том: 2018, преводилац: Аника Дачић).

## О књизи
Књига Приче за лаку ноћ за мале бунтовнице садржи 100 сажетих, стилизованих биографија жена које, према речима ауторки, „оснажују девојчице пружајући им светао пример многих изузетних, неконвенционалних жена које су промениле и мењају свет у сваком могућем пољу”. Свака биографија је пропраћена портретом који су радиле различите илустраторке из свих крајева света. У првом тому српског издања Хилари Клинтон је замењена српском књижевницом и светском путницом Јеленом Ј. Димитријевић (њен портрет је урадила илустраторка Селена Даниловић). У другом тому се појављује Марина Абрамовић, уметница перформанса.

## Личности у књизи
| Први том                                    | Други том                                                       |
| ------------------------------------------- | --------------------------------------------------------------- |
| Алек Век – супермодел                       | Агата Кристи – књижевница                                       |
| Алфонсина Страда – бициклисткиња            | Ајшолпан Нургајв – соколарка                                    |
| Алисија Алонсо – балерина                   | Алис Бол – хемичарка                                            |
| Амелија Ерхарт – авијатичарка               | Андре Пел – борац француског покрета отпора                     |
| Амина Гуриб Факим – председница и научница  | Ангела Меркел – канцеларка                                      |
| Амна ел Хедад – дизачица тегова             | Анита Гарибалди – револуционарка                                |
| Ана Политковскаја – новинарка               | Беатрикс Потер – књижевница и илустраторка                      |
| Артемизија Ђентилески – сликарка            | Беатриче Вио – мачевалка                                        |
| Астрид Линдгрен – књижевница                | Бијонсе – певачица, текстописац и предузетница                  |
| Аунг Сан Су Ћи – политичарка                | Били Џин Кинг – тенисерка                                       |
| Балкиса Чаибо – активисткиња                | Бренда Милнер – неуропсихолог                                   |
| Бренда Чапман – режисерка                   | Будика – краљица                                                |
| Чолита пењачице – планинарке                | Црне Мамбе – ловочуварке                                        |
| Џанг Сјен – диригент оркестра               | Чета 6000 – извиђачице                                          |
| Џејн Гудол – приматолог                     | Чимаманда Нгози Адичи – књижевница                              |
| Џејн Остин – књижевница                     | Ћу Ђин – револуционарка                                         |
| Џенји Ванг – астроном                       | Џ. К. Роулинг – књижевница                                      |
| Џесика Вотсон – морнарка                    | Џорџа О’Киф – сликарка                                          |
| Џил Тартер – астроном                       | Џоун Бошан Проктер – зоолог                                     |
| Џингу – царица                              | Ђузи Николини – градоначелница                                  |
| Џоун Џет – рок звезда                       | Елен Деџенерес – комичарка и ТВ водитељка                       |
| Џулија Чајлд – куварица                     | Еленор Рузвелт – политичарка                                    |
| Ејда Лавлејс – математичарка                | Ен Бони – гусарка                                               |
| Елизабета I– краљица                         | Флоренс Чедвик – пливачица                                      |
| Ен Макосински – проналазачица               | Гае Ауленти – архитекта и дизајнерка                            |
| Ешли Фајолек – тркачица мотокроса           | Герти Кори – биохемичарка                                       |
| Еуфросина Круз – активисткиња и политичарка | Глорија Стајнем – активисткиња                                  |
| Евита Перон – политичарка                   | Хеди Ламар – глумица и изумитељка                               |
| Фадумо Дајиб – политичарка                  | Хортензија – беседница                                          |
| Флоренс Најтингејл – болничарка             | Исидора Данкан – плесачица                                      |
| Фрида Кало – сликарка                       | Јанми Парк – активисткиња                                       |
| Грејс Хопер – компјутерска научница         | Јохана Нордблад – ронилац под ледом                             |
| Грејс О’Мали – гусарка                      | Кармен Амаја – плесачица                                        |
| Харијет Табман – борац за слободу           | Катја Крафт – вулканолог                                        |
| Хатшепсут – фараонка                        | Кетрин Џонсон, Дороти Вон и Мери Џексон – компјутерске научнице |
| Хелен Келер – активисткиња                  | Клара Рокмор – музичарка                                        |
| Хилари Клинтон – председнички кандидат      | Клара Шуман – пијанисткиња и композиторка                       |
| Хипатија – математичарка и филозофкиња      | Клемантин Вамарија – приповедачица и активисткиња               |
| Ирена Сендлерова – ратни херој              | Кори Тен Бом – часовничарка                                     |
| Изабела Аљенде – књижевница                 | Кристина од Шведске – краљица                                   |
| Ја Асантева – краљица-ратница               | Кудија Диоп – супермодел                                        |
| Јоко Оно – уметница                         | Лаури Морган – ултрамаратонка                                   |
| Јусра Мардини – пливачица                   | Лејма Гбови – мировна активисткиња                              |
| Катарина Велика – царица                    | Лилијан Бланд – авијатичарка                                    |
| Кејт Шепард – сифражеткиња                  | Лорен Потер – глумица                                           |
| Клаудија Руђерини – партизанка              | Лорена Очоа – голферка                                          |
| Клеопатра – фараонка                        | Луо Денгпинг – екстремна алпинисткиња                           |
| Кој Матис – ученица основне школе           | Мадам С. Џ. Вокер – предузетница                                |
| Коко Шанел – модна дизајнерка               | Мадам Саки – акробаткиња                                        |
| Кора Коралина – песникиња и посластичарка   | Мадона – певачица, текстописац и предузетница                   |
| Лакшми Беј – краљица и ратница              | Мари Тарп – геолог                                              |
| Лела Ломбарди – тркачица Формуле један      | Марина Абрамовић – уметница перформанса                         |
| Лозен – ратница                             | Марјам Мирзахани – математичарка                                |
| Маја Анџелоу – књижевница                   | Марта Вијеира да Силва – фудбалерка                             |
| Маја Габејра – сурферка                     | Мата Хари – шпијунка                                            |
| Малала Јусуфзаи – активисткиња              | Матилда од Тоскане – феудална владарка                          |
| Манал ел Шериф – активисткиња               | Мери Филдс – поштанска службеница                               |
| Маргарет Хамилтон – компјутерска научница   | Мери Кингсли – истраживачица                                    |
| Маргарет Тачер – премијерка                 | Мери Сикол – болничарка                                         |
| Маргерита Хак – астрофизичарка              | Мери Шели – књижевница                                          |
| Марија Калас – оперска певачица             | Мерит Мур – квантна физичарка и балерина                        |
| Марија Кири – научница                      | Моли Кели, Дејзи Кадибил и Грејси Филдс – борци за слободу      |
| Марија Монтесори – физичарка и едукатор     | Надија Мурад – активисткиња за људска права                     |
| Марија Рајхе – археолог                     | Надин Гордимер – књижевница и активисткиња                      |
| Марија Сибила Меријан – природњакиња        | Нађа Команечи – гимнастичарка                                   |
| Матилда Монтоја – докторка                  | Нефертити – краљица                                             |
| Меј К. Џемисон – астронауткиња и докторка   | Одри Хепберн – глумица                                          |
| Мелба Листон – тромбониста                  | Опра Винфри – ТВ водитељка, глумица и предузетница              |
| Мери Анинг – палеонтолог                    | Пеги Гугенхајм – колекционарка уметнина                         |
| Мери Едвардс Вокер – хирург                 | Полин Леон – револуционарка                                     |
| Мери Ком – боксерка                         | Пурна Малават – планинарка                                      |
| Микејла Депринс – балерина                  | Путница Бивоље Говече – ратница                                 |
| Мило Кастро Залдаријага – бубњарка          | Рејчел Карсон – борац за очување природе                        |
| Миријам Макеба – активисткиња и певачица    | Ригоберта Менчу Тум – политичка активисткиња                    |
| Мисти Коупланд – балерина                   | Розалинд Френклин – хемичарка и кристалограф X-зрака             |
| Мишел Обама – адвокатица и прва дама        | Руби Нел Бриџиз – активисткиња                                  |
| Мод Стивенс Вагнер – уметница тетоважа      | Саманта Кристофорети – астронауткиња                            |
| Нани од Марона – краљица                    | Сапфо – песникиња                                               |
| Нели Блај – новинарка                       | Сара Сигер – астрофизичарка                                     |
| Ненси Вејк – шпијунка                       | Саринија Срисакул – ватрогаскиња                                |
| Нети Стивенс – генетичарка                  | Селда Баџан – певачица и текстописац                            |
| Нина Симон – певачица                       | Селија Круз – певачица                                          |
| Поликарпа Салаваријета – шпијунка           | Серафина Батаља – сведокиња против мафије                       |
| Рита Леви Монталчини – научница             | Симон Веј – политичарка                                         |
| Роза Паркс – активисткиња                   | Скај Браун – скејтерка                                          |
| Рут Бејдер Гинсберг – судија Врховног суда  | Соџернер Трут – активисткиња                                    |
| Рут Харкнес – истраживачица                 | Софија Јонеску – неурохирург                                    |
| Сеондеок од Силе – краљица                  | Софија Лорен – глумица                                          |
| Серена и Винус Вилијамс – тенисерке         | Софија Шол – активисткиња                                       |
| Сестре Бронте – књижевнице                  | Соња Сотомајор – судија Врховног суда                           |
| Сестре Мирабал – активисткиње               | Шамсија Хасани – сликарка графита                               |
| Силвија Ерл – морски биолог                 | Штефи Граф – тенисерка                                          |
| Симон Бајлс – гимнастичарка                 | Темпл Грандин – професорка зоотехнике                           |
| Сонита Ализаде – реперка                    | Валентина Терешкова – астронауткиња                             |
| Тамара де Лемпицка – сликарка               | Валери Томас – астроном                                         |
| Вангари Матаи – активисткиња                | Виолета Пара – композиторка и музичарка                         |
| Вилма Рудолф – атлетичарка                  | Вирџинија Хол – шпијунка                                        |
| Вирџинија Вулф – књижевница                 | Вислава Шимборска – песникиња                                   |
| Заха Хадид – архитекта                      | Вивијан Мејер – фотографкиња                                    |
| Жакут Делае – гусарка                       | Жана Баре – кућепазитељка и светска путница                     |

## О ауторкама
Франческа Кавало је италијанска позоришна режисерка и књижевница. Магистар је лепих уметности из области позоришне режије у Школи драмских уметности Паоло Граси у Милану (Италија).
Елена Фавили је италијанска новинарка и предузетница у области медија. Магистар је лепих уметности из области семиотике на Болоњском универзитету (Италија) и студирала је дигитално новинарство на Берклију.
Ауторке су се удружиле 2011. године и преселиле се из родне Италије у Калифорнију (САД) како би основале своју компанију Timbuktu Labs која се бави издаваштвом за децу. Проучавајући бројне садржаје за децу, схватиле су колико су и даље препуни родних стереотипа, па су хтеле да дају свој допринос рушењу истих. О том свом искуству су рекле:
Хтеле смо да представимо праву разноликост области, дисциплина и занимања како бисмо показале пун потенцијал жена и инспирисале девојчице да верују да могу да ураде све што замисле.

## Контроверзе
Књига је наишла на критику зато што је уврстила Аунг Сан Су Ћи због њеног ћутања поводом прогона народа Рохинџа у Мјанмару. Фавили и Кавало су изјавиле да разматрају да је избаце из наредних издања књиге.